# Río San Francisco
Le río San Francisco est une abondante rivière argentine, affluent en rive droite du río Bermejo, lui-même important affluent du Paraguay.
La rivière traverse les provinces de Jujuy puis de Salta.

## Géographie
Le río San Francisco, cours inférieur du río Grande de Jujuy, prend son nom après avoir reçu les eaux du río Lavayén. Il coule alors dans la large et fertile vallée El Ramal, orientée du sud vers le nord-nord-est. 
Le río Grande de Jujuy, son cours supérieur, parcourt du nord au sud la Quebrada de Humahuaca, voie de passage entre les régions de la Puna et les régions subtropicales du nord argentin. Le principal affluent du río Grande est le río Perico, né dans les forêts montagneuses du sud de la province de Jujuy. Au sud, après avoir baigné la capitale provinciale San Salvador de Jujuy, le río Grande de Jujuy entame une large boucle de près de 180 degrés, vers l'est d'abord puis vers le nord, et reçoit en rive droite les eaux du río Lavayén.  
Le río Lavayén naît quant à lui de l'union des ríos Mojotoro et Las Pavas, qui eux aussi proviennent des hauteurs boisées de la frange la plus australe de la province de Jujuy et des zones proches de la province de Salta.
Sur sa rive gauche, le río San Francisco reçoit d'abondants affluents issus des yungas du rebord oriental de la Cordillère orientale des Andes, notamment au départ du parc national Calilegua, dont la création avait en partie pour but de sauvegarder les cours de ces affluents.
Son bassin s'étend sur 27 500 km2, avec une forte densité de population ; 90 % de la population de la province de Jujuy y vit, dans les départements de San Pedro, Ledesma et Santa Bárbara. Les villes de San Pedro et Libertador General San Martín y sont situées, ainsi que les localités de Calilegua, Fraile Pintado, La Mendieta, Caimancito, Palma Sola et Santa Clara.
Il se jette en rive droite dans le río Bermejo à une vingtaine de kilomètres au sud-est de la ville de San Ramón de la Nueva Orán. Le Bermejo doit au San Francisco plus de 25 % de son débit; en effet le San Francisco roule 110 m3/s, au niveau de son débouché.

## Affluents et sous-affluents
- Le cours supérieurdu río San Francisco est le río Grande de Jujuy
- Affluents du río San Francisco 
  - Le río Perico (rive droite)
  - Le río Lavayén (rive droite) dont le cours supérieur est le río Mojotoro
    - Le río Santa Rufina {rive droite).
      - Le río San Alejo (rive droite).

    - Le río Las Nieves (rive droite).
      - Le río Yacones (rive droite).

    - Le río Las Pavas (rive gauche).
      - Le río Las Maderas (rive droite).

## Faune
La faune ichtycole est appréciable. On peut y pêcher le boga, le dorado, le pacú, le pejerrey, le sábalo, le surubi, et aussi la truite.
Reptiles : yarará, cascabelle, serpent corail, lampalagua (Boa constrictor).

## Hydrométrie - mesure des débits à Caimancito
Le débit du río San Francisco a été observé pendant 34 ans (1946-1980) à Caimancito (au niveau du Puente Carretero ou pont routier), localité de la province de Jujuy située à 75 kilomètres du confluent avec le río Bermejo.
À Caimancito, le débit annuel moyen ou module observé sur cette période a été de 98,5 m3/s pour une surface étudiée de 25 800 km2, soit plus de 95 % du  bassin versant de la rivière.
La lame d'eau écoulée dans le bassin versant atteint ainsi le chiffre de 121 millimètres par an, ce qui peut être considéré comme élevé dans cette région par endroits desséchée.
Cours d'eau issu essentiellement des pluies de l'été austral, le río San Francisco est un cours d'eau très irrégulier qui présente deux saisons très marquées.
Comme presque partout dans le Nord-ouest argentin, les pluies surviennent dans la seconde moitié de l'été. Les hautes eaux se déroulent donc de janvier à mars, avec un maximum en février. Dès le mois d'avril, le débit de la rivière baisse fortement et un long étiage survient allant jusqu'au mois de novembre.
Le débit moyen mensuel observé en octobre (minimum d'étiage) est de 15 m3/s, soit près de 23 fois moins que le débit moyen du mois de février 340 m3/s, ce qui témoigne de l'amplitude importante des variations saisonnières. Sur la durée d'observation de 34 ans, le débit mensuel minimal a été de 6 m3/s (en octobre 1948, lors d'une célèbre année de sécheresse dans la région), tandis que le débit mensuel maximal s'élevait à 1 320 m3/s en février 1959, année particulièrement humide. Notons que la rivière ne tombe jamais à sec, le débit étant soutenu en été par la fonte des neiges des hauts sommets andins du bassin.